# Arthur Korn
Pour les articles homonymes, voir Korn (homonymie).

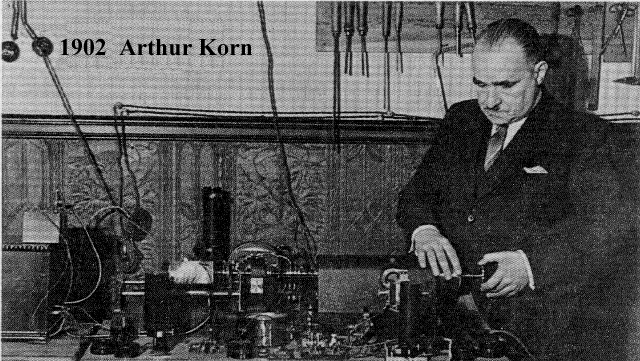
Korn fabrique des machines pour transmettre des images à distance.

Arthur Korn (né le 20 mai 1870 à Breslau et mort le 21 décembre 1945 à Jersey City) est un physicien allemand.

## Biographie
Arthur Korn étudie les mathématiques et la physique en 1885 à l'université de Leipzig, où il obtient son doctorat en 1890. Il poursuit ses travaux à Berlin, Paris, Londres et Wurtzbourg. En 1895, il est nommé professeur à l'université de Munich, où il devient conférencier, puis professeur agrégé en 1903. En 1914, il devient titulaire de la chaire de physique de l'université technique de Berlin.
Korn est connu pour ses tentatives de transmission d'images. Dès 1904, il réussit un premier transfert « raisonnablement acceptable » d'image via une ligne téléphonique (Munich-Nuremberg-Munich). Le 17 octobre 1906, il envoie un portrait par transmission télégraphique à plus de 1 800 km. En 1907, il concède au journal L'Illustration le monopole  de l'exploitation de son invention, mais est évincé par Édouard Belin qui propose un appareil plus facilement transportable. Au Congrès de Vienne de 1913, Korn montre la première transmission d'un enregistrement cinématographique.
En 1923, il réussit à attirer l'attention des médias en envoyant l'image du pape Pie XI outre-Atlantique, de Rome à Bar Harbor, dans le Maine. À partir de 1928, son système est utilisé par la police allemande.
En raison de son origine juive, Korn est écarté de son poste en 1935. Il fuit les nazis et émigre avec sa famille en 1939 par le Mexique vers les États-Unis, où il devient professeur de physique et de mathématiques au Stevens Institute of Technology à Hoboken, dans le New Jersey.

## Œuvre
- KORN A., "Uber ein Apparat zue Herstelung von Elektrischen Fernphotographien", Elektronische Zeitschrift, XXIII, 1902
- KORN, A., "Photographie à distance", La Machine, Genève, t.IV, n°86, 25 décembre 1902, pp.277-278.
- KORN, A., "Sur la transmission de photographies à l'aide d'un fil télégraphique", Comptes rendus hebdomadaires de l'Académie des Sciences, t. CXXXVI, 1903, pp.1190-1191
- KORN, A., "Uber Gebe und Empfangsapparate zur elektrischen Fernubertragung von Photograophien", Physikalische Zeitschrift, 1904, 5 (4), pp.113-118. (Traduction "Sur un appareil transmetteur et un appareil récepteur destinés à la transmission à distance des photographies. '= A. Korn" in L'éclairage électrique - 1904. Onzième année. Tome XXXIX. N. 14. 18 juin 1904, pp.464-469 ; Appareil récepteur pour télautographie et transmission des gravures en demi-ton.  A. Korn, ibid;, pp.469-472).
- KORN, A. Elektrische Fernsehphotographie und Ahnliches, Verlag von S. Hirzel, Leipzig, 1904
- KORN, A. "La télégraphie des images", Je sais tout, Paris, 18 avril 1907.
- KORN, A. und GLATZEL, Br., Handbuch der Phototelegraphie und Telautographie, Verlag von Nemich, Leipzig, 1911.
- KORN, A. und NESPER, A., Bildrundfunk, Julius Pringer, Berlin, 1926.
- KORN A., Elektrisches Fernsehen, Verlag Otto Salle, Berlin, 1930.
- KORN, T. and E., Trailblazer to Television. The life of Arthur Korn, Charles Scribner´s Sons, 1950.